# Fjällsjön, Lappland
Fjällsjön är en sjö i Sorsele kommun och Storumans kommun i Lappland och ingår i Umeälvens huvudavrinningsområde. Sjön har en area på 0,416 kvadratkilometer och ligger 555,2 meter över havet. Sjön avvattnas av vattendraget Stabburbäcken.

## Delavrinningsområde
Fjällsjön ingår i det delavrinningsområde (725527-154670) som SMHI kallar för Inloppet i Östra Gäddträsket. Medelhöjden är 576 meter över havet och ytan är 14,8 kvadratkilometer. Det finns inga avrinningsområden uppströms utan avrinningsområdet är högsta punkten. Stabburbäcken som avvattnar avrinningsområdet har biflödesordning 3, vilket innebär att vattnet flödar genom totalt 3 vattendrag innan det når havet efter 304 kilometer. Avrinningsområdet består mestadels av skog (76 procent) och sankmarker (14 procent). Avrinningsområdet har 1,41 kvadratkilometer vattenytor vilket ger det en sjöprocent på 9,6 procent.